# Los Marines

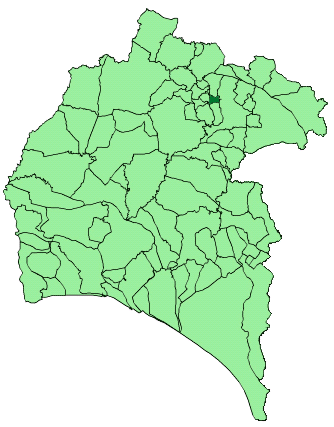
Bản đồ Los Marines

Huy hiệu Los Marines

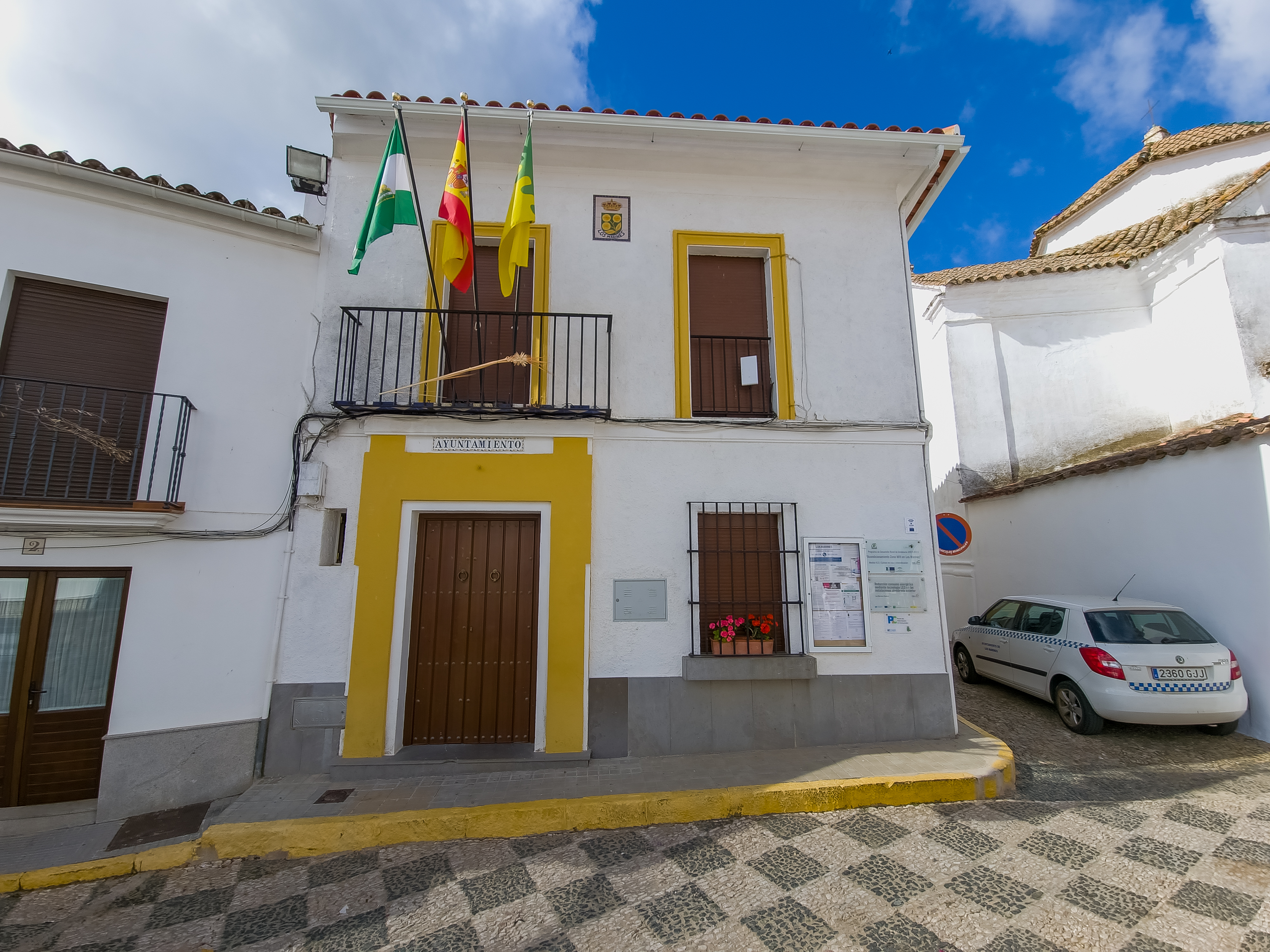

Los Marines là một đô thị ở tỉnh Huelva, Andalucía, Tây Ban Nha. Dân số đô thị này năm 2007 là 329 người. Los Marines có diện tích 10 km² và mật độ dân số 32,9 người/km². Thị trấn này có tọa độ địa lý 37º 54' độ vĩ bắc, 6º 37' độ kinh đông. Los Marines nằm ở độ cao 718 mét và cách thủ phủ Huelva 112 km.

## Dân số
| 1996 | 1997 | 1998 | 1999 | 2000 | 2001 | 2002 |
| ---- | ---- | ---- | ---- | ---- | ---- | ---- |
| 329  | 320  | 326  | 328  | 324  | 326  | 329  |

Nguồn: INE (Tây Ban Nha)